# Hogna karschi
Hogna karschi là một loài nhện trong họ Lycosidae.
Loài này thuộc chi Hogna. Hogna karschi được Carl Friedrich Roewer miêu tả năm 1951.